# لطفية القبائلي
لطفيه القبائلي (مواليد 1948) هي صحفية ليبية وكاتبة قصص قصيرة.

## نبذة
تمتلك شهادة عليا  في الجغرافيا من جامعة الفاتح، ولعدة سنوات عملت على تعديل مجلة البيت. استمرت في العمل في وسائل الإعلام منذ ذلك الحين.
بدأت حياتها المهنية ككاتبة في الروايات القصيرة في منتصف الستينيات عندما وجدت نفسها تكتب العديد من المقالات التي جمعتها لاحقًا للنشر. 

## مؤلفاتها
نُشر كتابها أماني معلبة (آمال معلبة) في طرابلس عام 1977. 